# Wilhelmine von Sparre
Johanna Hedwig Wilhelmine von Sparre, född Bernhard 1772, död 1839, var en tysk brevskrivare. Hon är känd för sin korrespondens med     
Rahel Varnhagen von Ense. Hon gifte sig 1812 med den svenske generallöjtnanten friherre  Bengt Erland Franc von Sparre och bosatte sig i Sverige. 